# Khumbila
Le Khumbila ou Khumbu Yül-Lha, littéralement le « dieu de Khumbu », est une montagne de l'Himalaya, située dans la région de Khumbu à l'Est du Népal, à l'intérieur du parc national de Sagarmatha. Cette montagne est considérée comme la maison d'un dieu local et trop sacrée pour être escaladée par la plupart des Sherpas.
S'élevant à 5 761 mètres d'altitude, le Khumbila surplombe les itinéraires d'approche sud des hauts sommets voisins, parmi lesquels l'Ama Dablam et l'Everest.
Le Khumbila n'a jamais été vaincu : une tentative a lieu avant les années 1980 au cours de laquelle les alpinistes sont tués dans une avalanche. Aucune tentative n'a été entreprise depuis.

## Importance religieuse
Le Khumbila est considéré comme étant une ancienne divinité. Les prières adressées au Khumbila datent de l'époque à laquelle les ancêtres des Sherpas habitaient encore au Tibet (il y a plus de 500 ans). Selon la légende, le Khumbila aurait été soumis et converti au bouddhisme par Guru Rinpoché, le saint du VIIIe siècle qui répandit le bouddhisme à travers l'Himalaya. Le Guru Rinpoché aurait passé du temps à méditer dans une grotte située au-dessus de Khunde, peut-être dans sur le Khumbila.

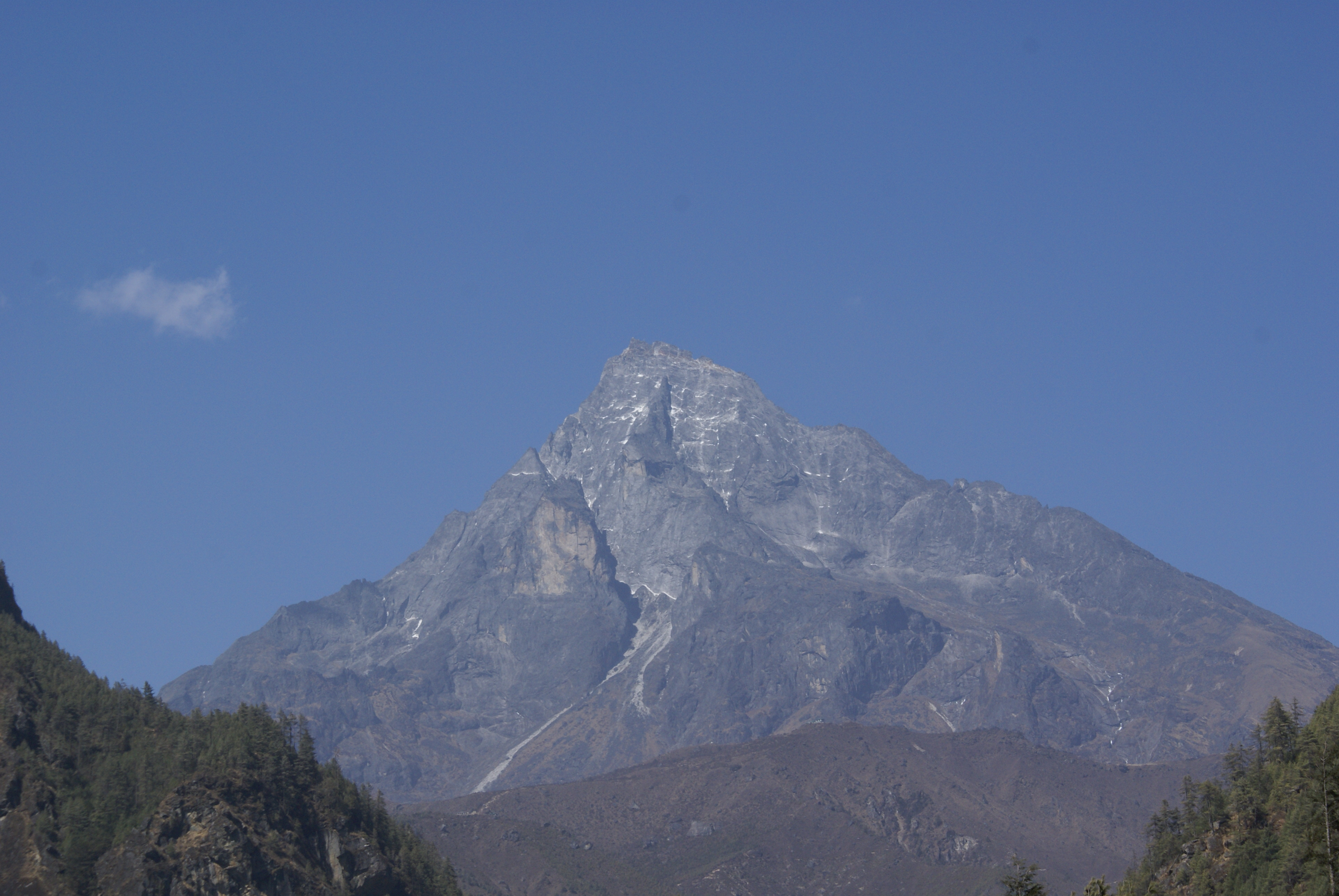
Vue du Khumbila depuis le sud.
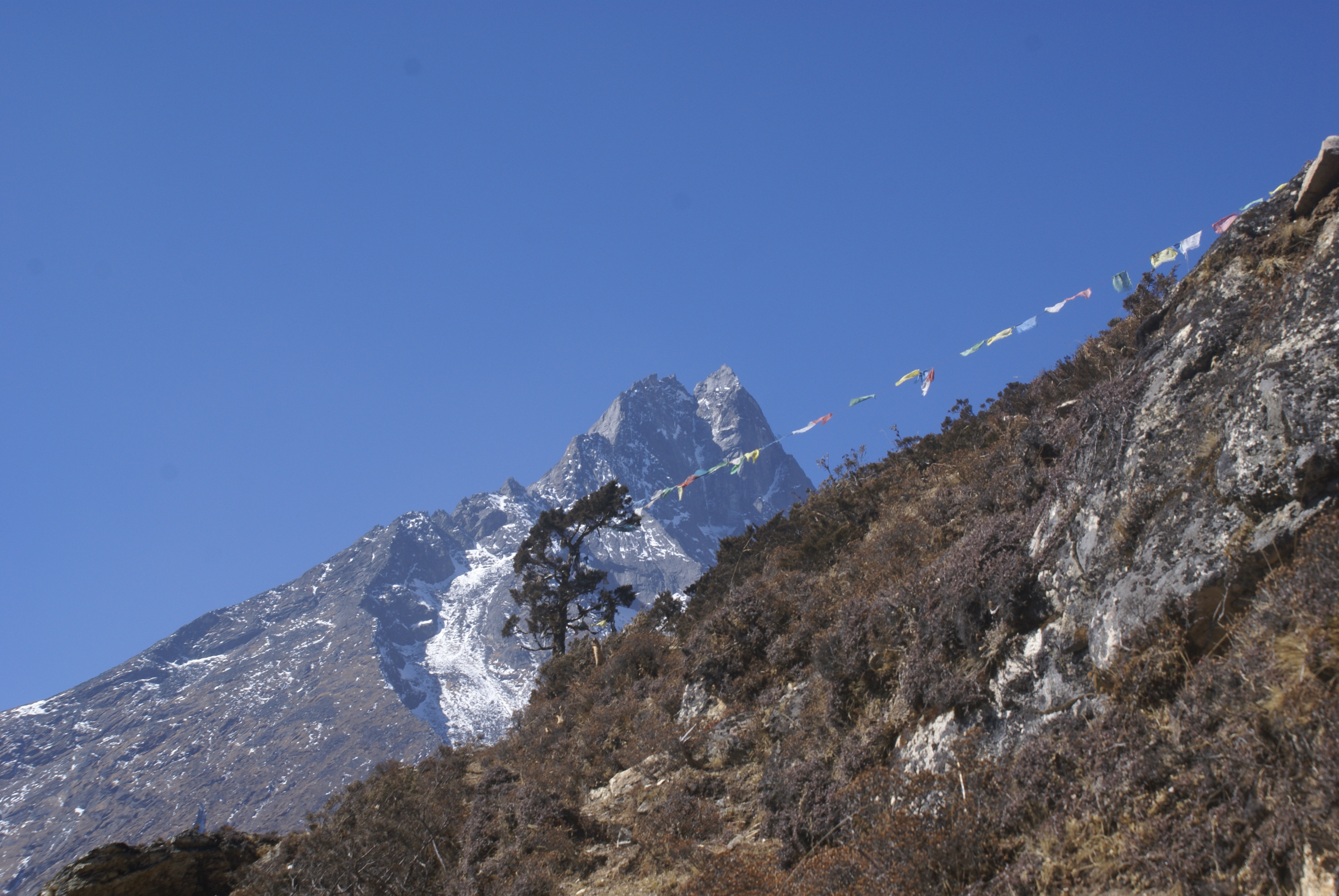
Vue du Khumbila depuis l'est.
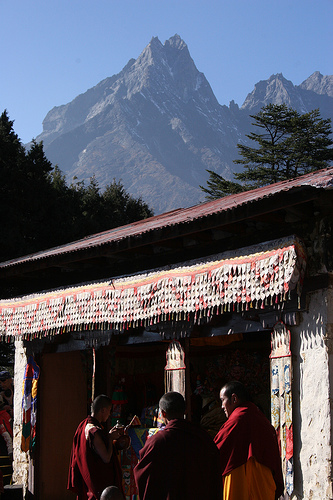
Moines du monastère de Tengboche prenant le thé pendant le festival de Mani Rimdu. Vue du mont Khumbila à l'arrière plan.